# Chris van der Drift
Christopher (Chris) van der Drift (Hamilton (Nieuw-Zeeland), 8 maart 1986) is een internationaal autocoureur die in het bezit is van zowel de Nederlandse als de Nieuw-Zeelandse nationaliteit. Vanuit de karting startte hij zijn autosportcarrière in Europa.

## Vroege carrière
Op zevenjarige leeftijd kreeg Van der Drift zijn eerste kart cadeau, waarmee hij in maart 1995 zijn eerste overwinning behaalde. Dit betrof een straatrace op nat wegdek. De toon voor zijn carrière werd gezet, waar hij in negen opeenvolgende jaren twaalf kart kampioenschaptitels op zijn naam schreef. Tevens won hij diverse grote wedstrijden in heel Nieuw-Zeeland. In 2001 maakte Chris de overstap naar Australië, waar hij deelnam aan de Australische JICA series. In dit vier wedstrijden tellende kampioenschap, reed Van der Drift met onervaren materiaal naar een zesde plaats in het eindklassement. Het jaar daarop nam de zestienjarige Nieuw-Zeelander deel aan de Ford Kartstart Rotax series in Australië en eindigde ook daar als zesde.
Zijn autosportcarrière startte Van der Drift in Europa. Hij vestigde zich in Nederland. In 2003 verbleef hij vijf maanden in Zweden bij Stig Blomqvists Formule Ford-raceteam, waar hij deelnam aan diverse Formule Ford-races in het Zweedse kampioenschap en veel leerde over de auto. Ook nam Chris lessen bij het Formule BMW-programma en won uiteindelijk in Valencia, Spanje, een beurs.

## Autosport
Dankzij de steun van BMW en ADAC, kreeg Van der Drift de kans om mee te doen aan het ADAC 2004 Formule BMW kampioenschap in Duitsland.
Van der Drift begon het seizoen voortvarend en belandde in zijn eerste weekend direct twee keer op het podium. In dat jaar zette hij het ‘rookie kampioenschap’, een kampioenschap voor eerstejaars, naar zijn hand met in totaal acht podium plaatsen. Tevens eindigde hij, rijdend bij Team Rosberg, als vierde in het algemeen klassement. Het jaar daarna verliep wisselvallig, waarna besloten werd om over te stappen naar de Formule Renault 2.0. Met vier overwinningen en nog drie podiumplaatsen, sloot de Nederlandse Nieuw-Zeelander de Formule Renault 2.0 NEC (Northern European Cup) als tweede en tevens beste ‘rookie’ af. In de Eurocup Formule Renault 2.0, dat competitiever is dan de NEC, sloot Van der Drift na enige tijd aan de leiding te hebben gelegen, ook dit kampioenschap af als tweede. Hij behaalde onder andere twee overwinningen, één tweede plaats en twee derde posities.
In 2006 heeft Chris van der Drift getest met de A1 Grand Prix bolide van A1 Team Nieuw-Zeeland op Silverstone (Engeland) en kwam hij in actie met de GP2 bolide van Trident Racing op circuit Paul Ricard in Frankrijk. Ook ter voorbereiding op het seizoen van 2007, testte Van der Drift diverse malen voor RC Motorsport in de World Series by Renault. Uiteindelijk koos de Rotterdammer om nog een seizoen te tekenen bij JD Motorsport in de International Formula Master. Dit bleek een goede zet. Hij veroverde zeven pole positions uit acht kwalificaties en zes overwinningen, tien podiumplaatsen en negen snelste raceronden uit zestien races. Dankzij deze resultaten werd hij overtuigend kampioen en krijgt daarvoor een test bij het Honda F1 team. Na een goede GP2-test bij Trident Racing op Paul Ricard, waar Van der Drift de vijfde en vierde tijd liet noteren, werd hij uitgenodigd om de openingsrace van GP2 Asia Series voor Trident Racing te rijden in Shanghai. Hiernaast werd hij een van de racecoureurs van Team Nieuw-Zeeland in de A1GP.

## Superleague Formula
In 2010 verschijn van der Drift met Olympiakos aan de start in de Superleague Formula. In de eerste races weet hij een aantal goede resultaten te boeken, waaronder overwinningen in Assen en Jarama. Halverwege het seizoen crasht van der Drift zeer zwaar op Brands Hatch, waarna hij lang moet revalideren. Vanwege de hoge kosten van de behandeling van zijn verwondingen organiseert Formule 1-coureur Mark Webber een inzamelingsactie. Van der Drift is hierna volledig gerevalideerd, en maakte tijdens de race in Navarra zijn rentree.